# Kroesjevets
Kroesjevets (Bulgaars: Крушевец) is een dorp in het noordoosten van Bulgarije. Het is gelegen in de gemeente Sozopol in de oblast Boergas. Het dorp ligt ongeveer 25 km ten zuiden van de stad Boergas en 344 km ten zuidoosten van de hoofdstad Sofia.

## Bevolking
In de eerste volkstelling van 1934 registreerde het dorp 1.062 inwoners. Dit groeide tot een officiële hoogtepunt van 1.360 inwoners in 1946. Sinds 1975 schommelt het inwonersaantal rond de 800 à 900 inwoners. Op 31 december 2019 telde het dorp 873 inwoners.
Van de 840 inwoners reageerden er 839 op de optionele volkstelling van 2011. Van deze 839 respondenten identificeerden 391 personen zich als etnische Bulgaren (46,6%), gevolgd door 307 Roma (36,6%) en 139 Bulgaarse Turken (16,6%).
Van de 840 inwoners in februari 2011 werden geteld, waren er 118 jonger dan 15 jaar oud (14%), gevolgd door 498 personen tussen de 15-64 jaar oud (59,3%) en 224 personen van 65 jaar of ouder (26,7%).

## Geboren
- Ljuben Petkov (1939-2016), schrijver